# Szent Nikita-templom
A Szent Nikita-templom középkori kolostortemplom Gornyane falu közelében. Szerepel Észak-Macedónia kulturális öröksége helyszíneinek listáján. A templom a Macedón ortodox egyház szkopjei egyházmegyéjéhez tartozik.

## Története
A Szent Nikita tiszteletére szentelt kolostort és templomot 1300 körül II. István Uroš szerb király építtette egy korábbi templom romjain. A kolostort II. István Uros nem sokkal felépítése után az Athosz-hegyen található Hilandar (Хиландар) szerb kolostornak adományozta. A templomot 1484-ben alaposan felújították.

## Építészet
A Szent Nikita-templom egyszerű négyzet alakú alappal rendelkezik, központi kupolával, amely csegelyeken és négy oszlopon áll. A külső díszítés jellemzően bizánci, kőből és vörös téglából készült. A legszebb dekoráció az apszis falán található.

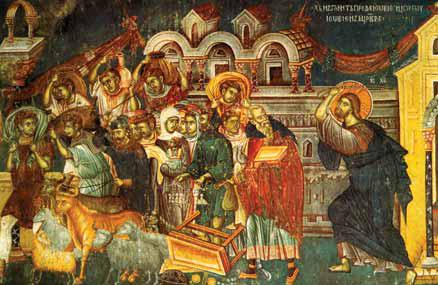
Jézus kiűzi a kereskedőket a templomból (14. század elején készült freskó)

## Falfestmények
A Szent Teodor pajzsán lévő aláírásból kiderül, hogy a templomot a híres Mihály, Eutichios fia, II. István Uroš király kedvenc udvari festője festette, aki az uralkodó számos más templomát is megfestette. A freskók jól megőrzöttek, és mindegyik 1324 körüli időből származik, kivéve a kupolát, amely a 19. századból, és Dimitar Krstević készítette.
A templom alsó részében a szentek életnagyságú alakjai láthatók. A középső részben Krisztus csodáit látjuk, míg a felső részében a szenvedés ábrázolásai láthatók. A feliratok görög és szerb szerkesztésű egyházi szláv nyelvűek.

## Ikonosztáz
A templom ikonosztázát 1846–47-ben Dimitar Krstević festette.

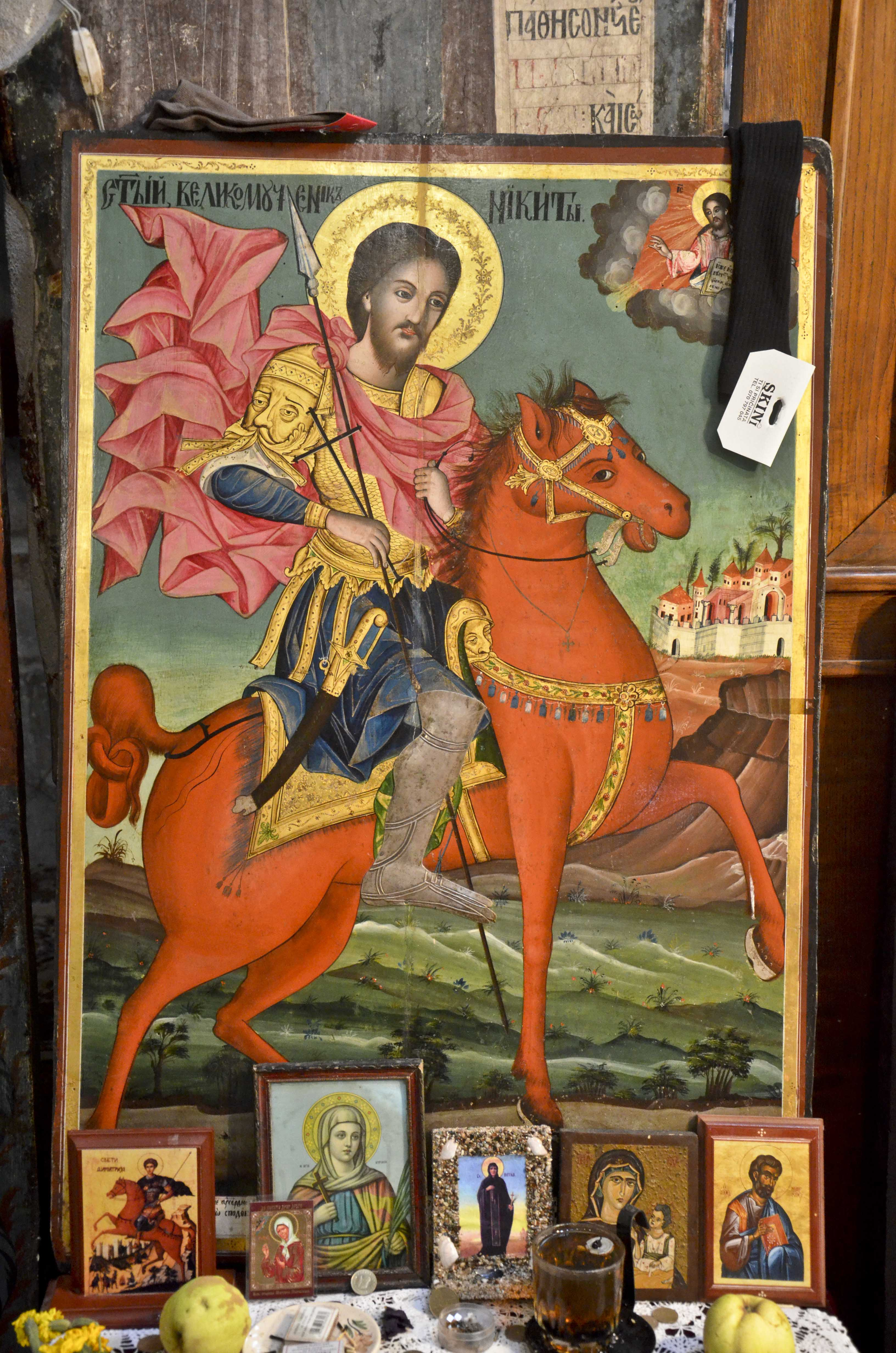
Szent Nikita
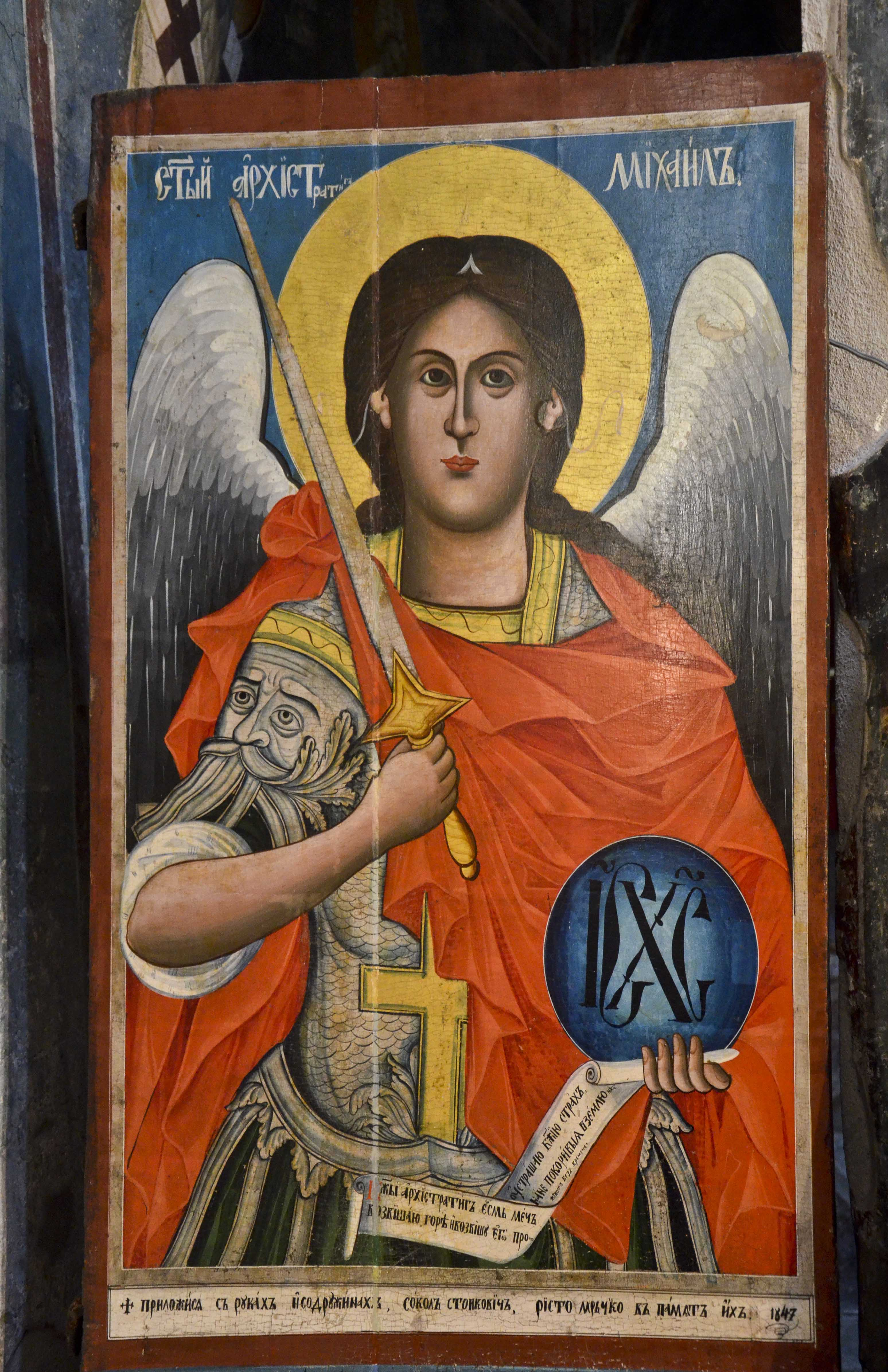
Mihály arkangyal
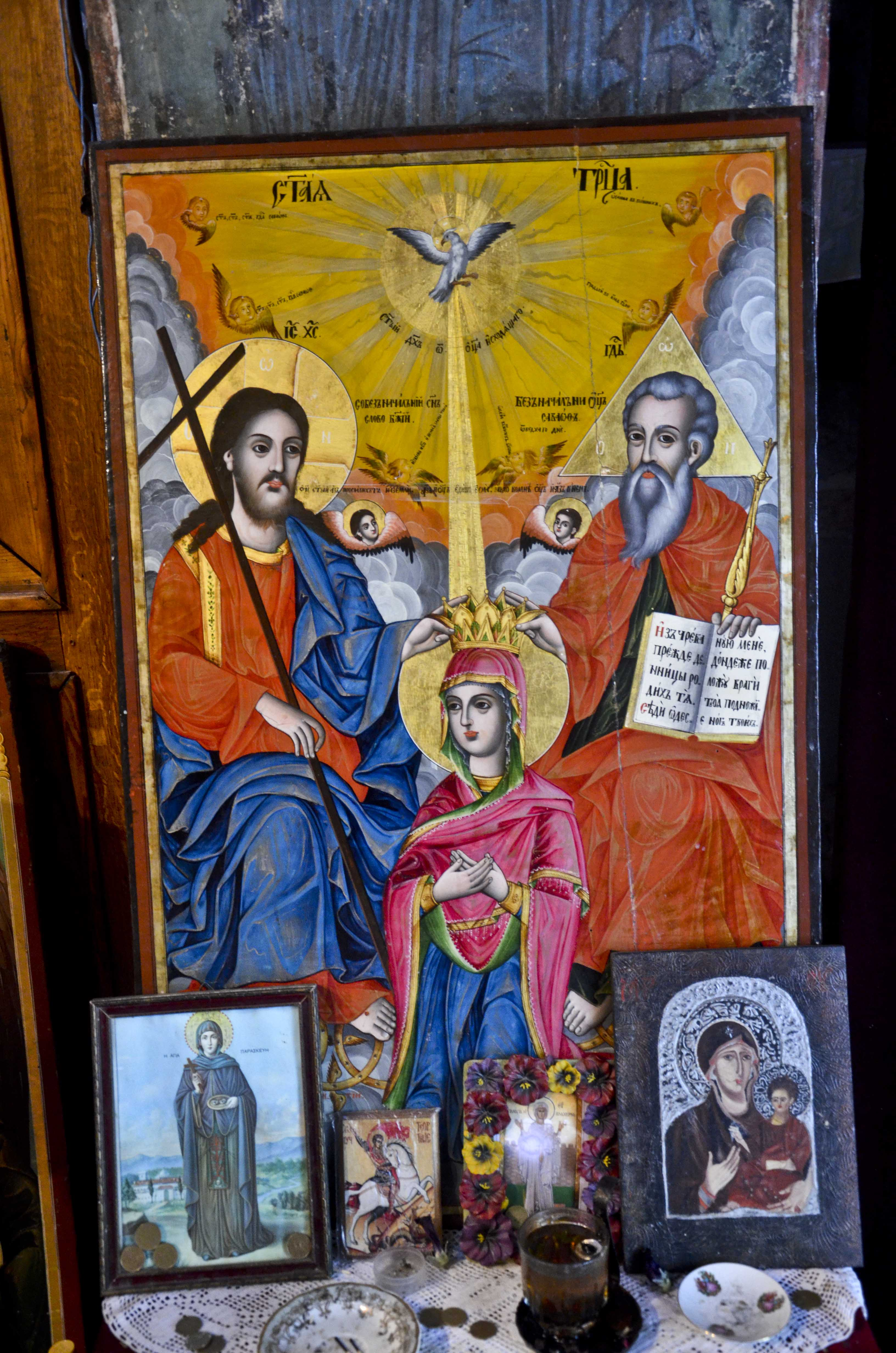
A Szűz koronázása ikon
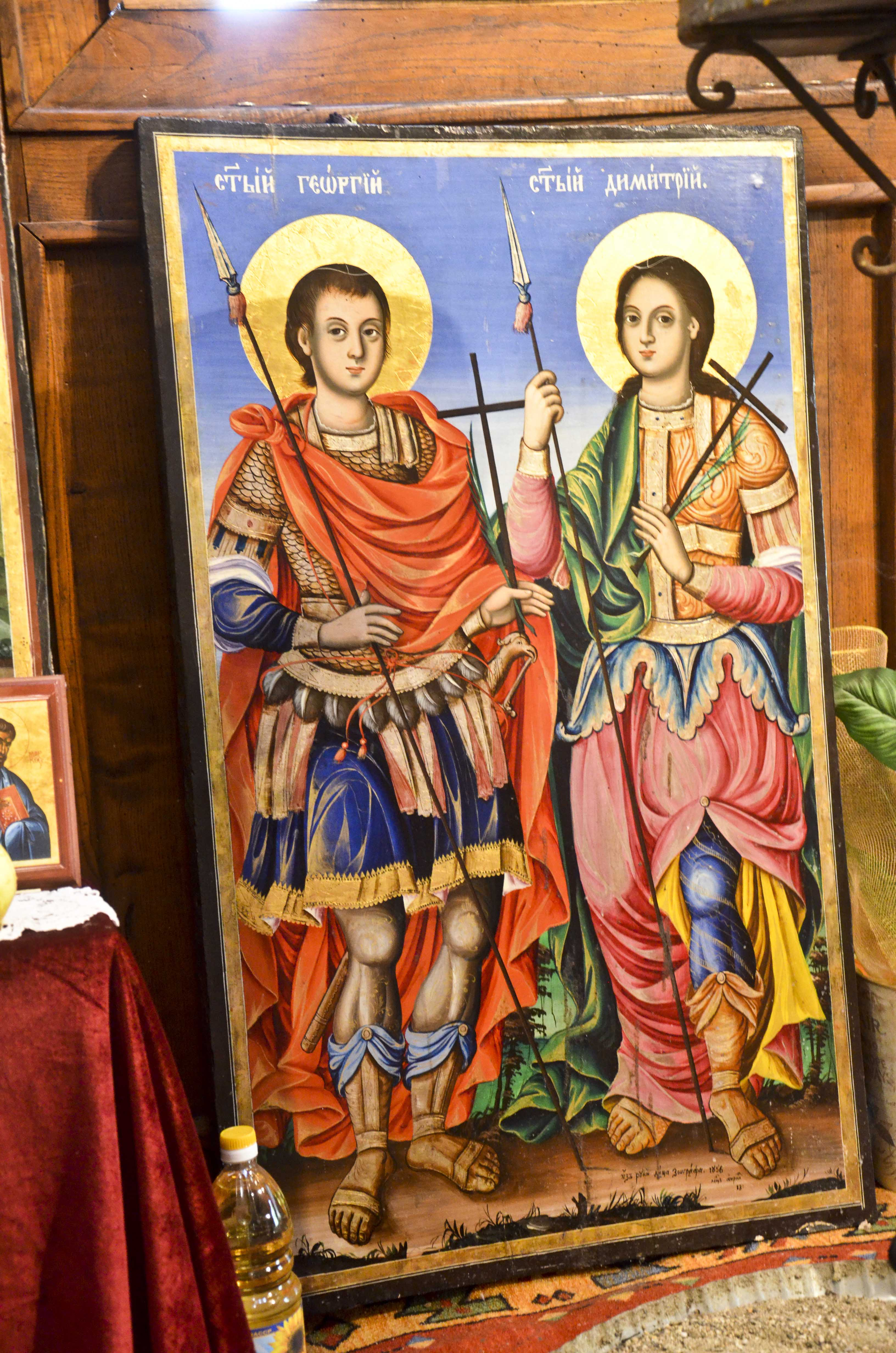
Szent György és Szent Demetrius
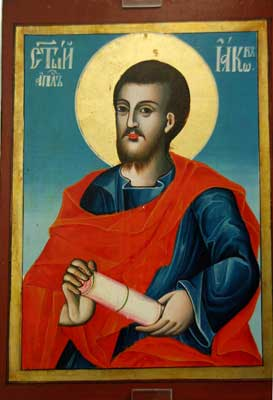
Szent Jakab
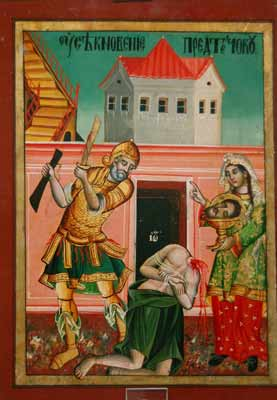
Keresztelő János lefejezése
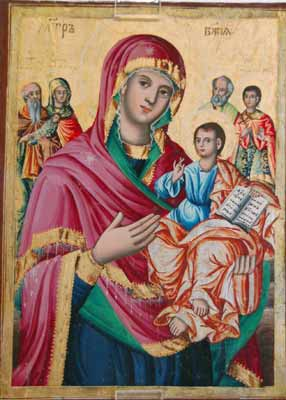
Isten Anyja Krisztussal és a szentekkel

## Képgaléria

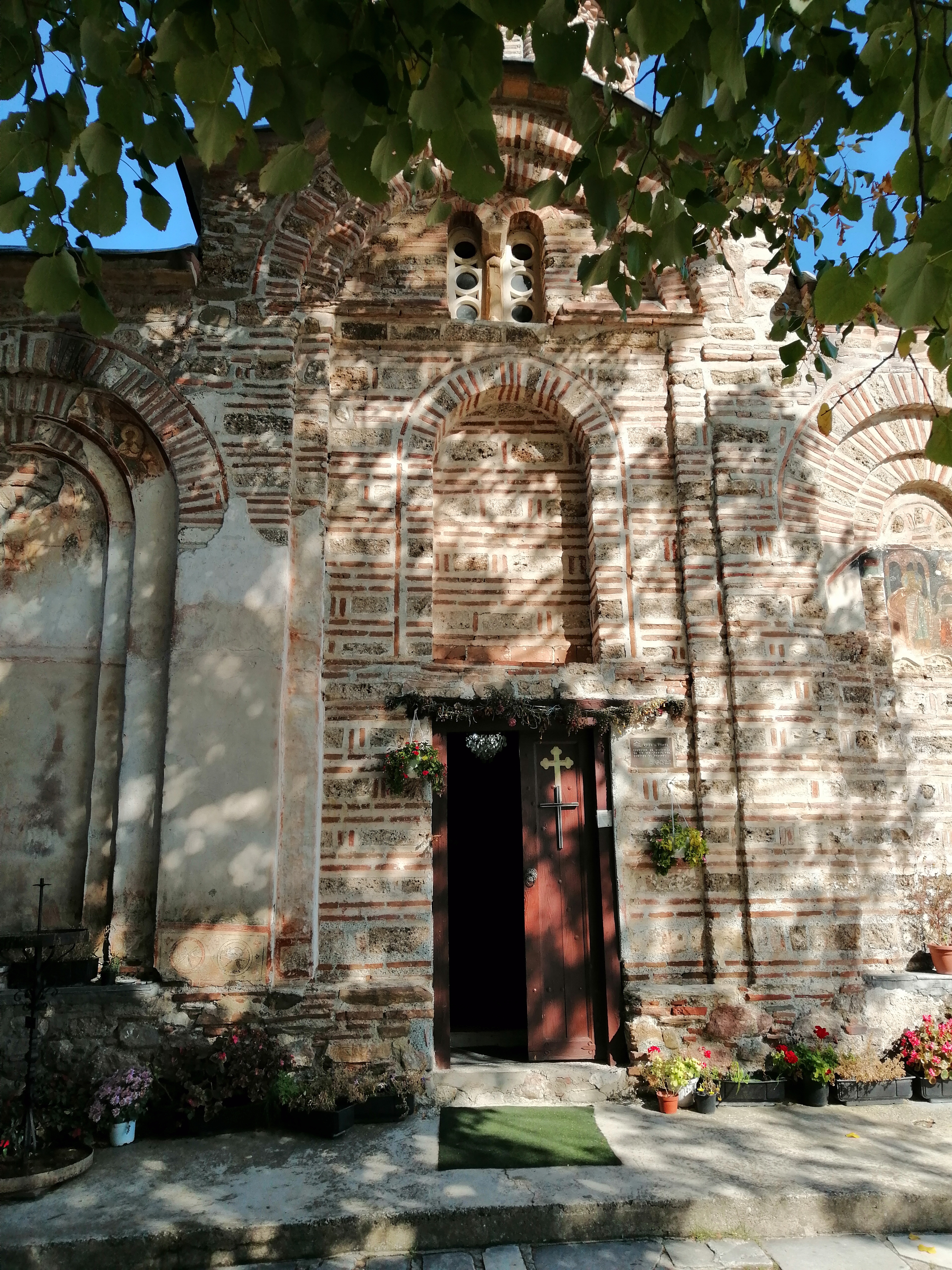
Kilátás a templomra
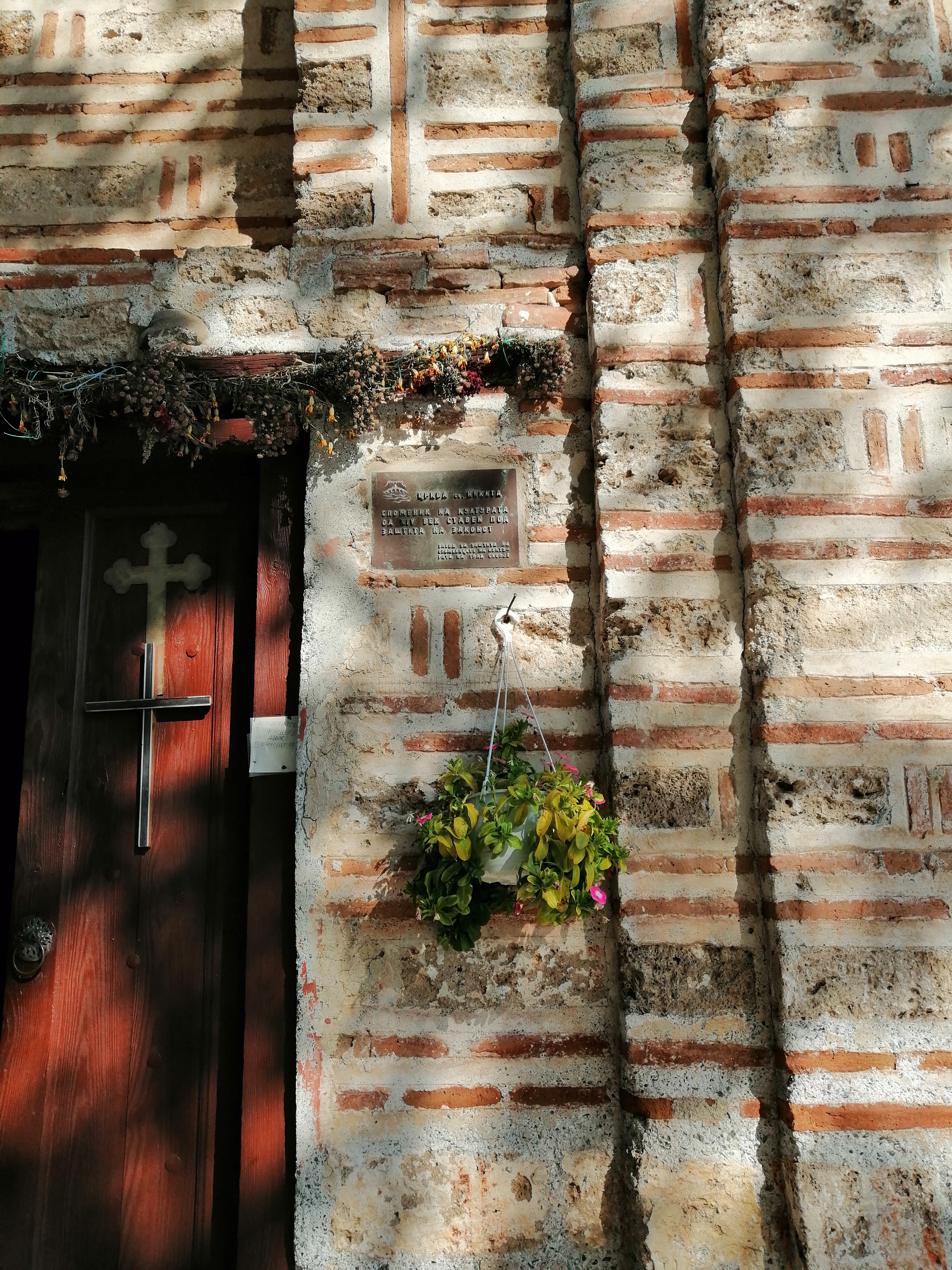
A kulturális műemlék tábla
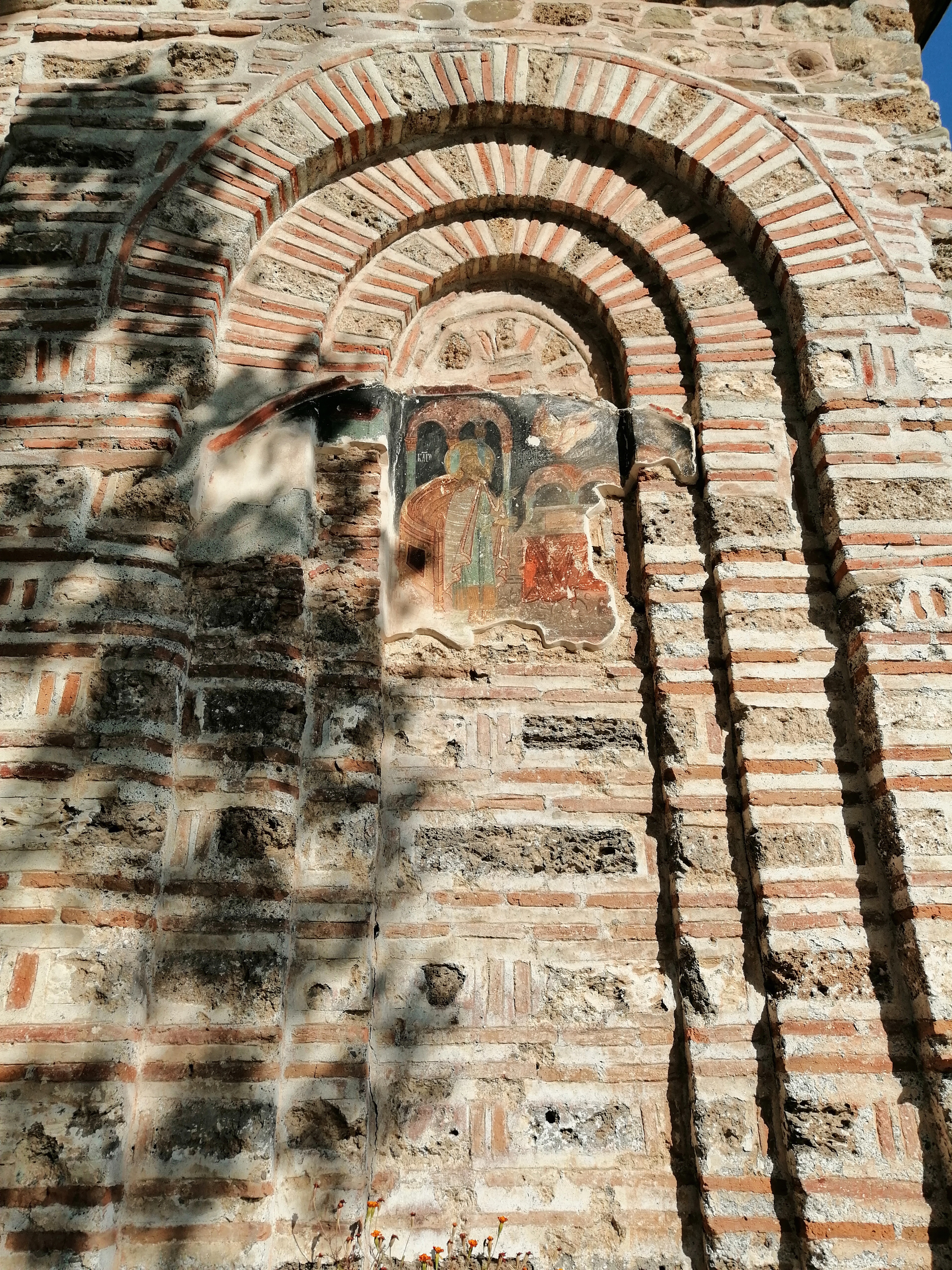
Freskó a templomon kívül
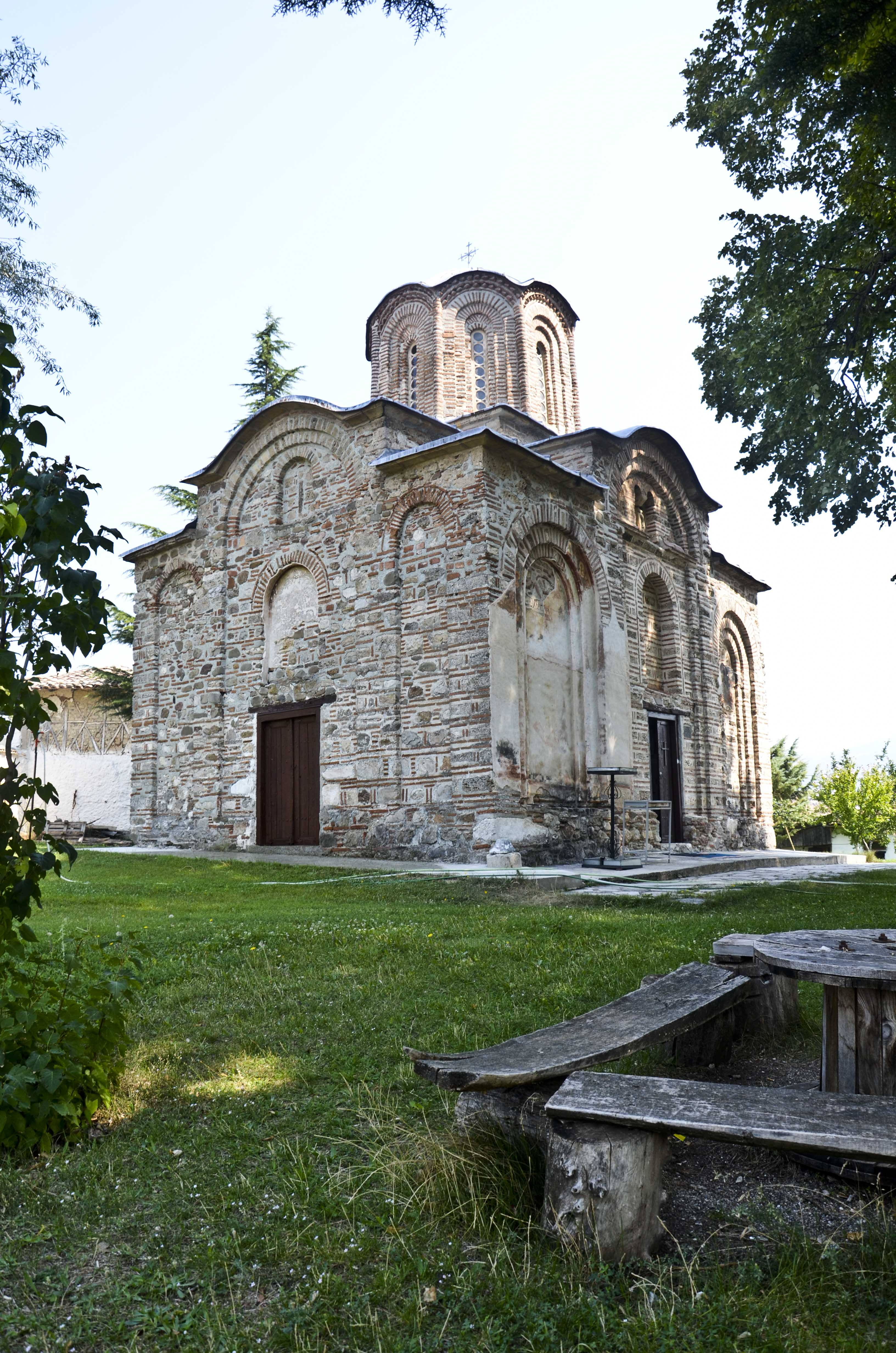
Kilátás a templomra
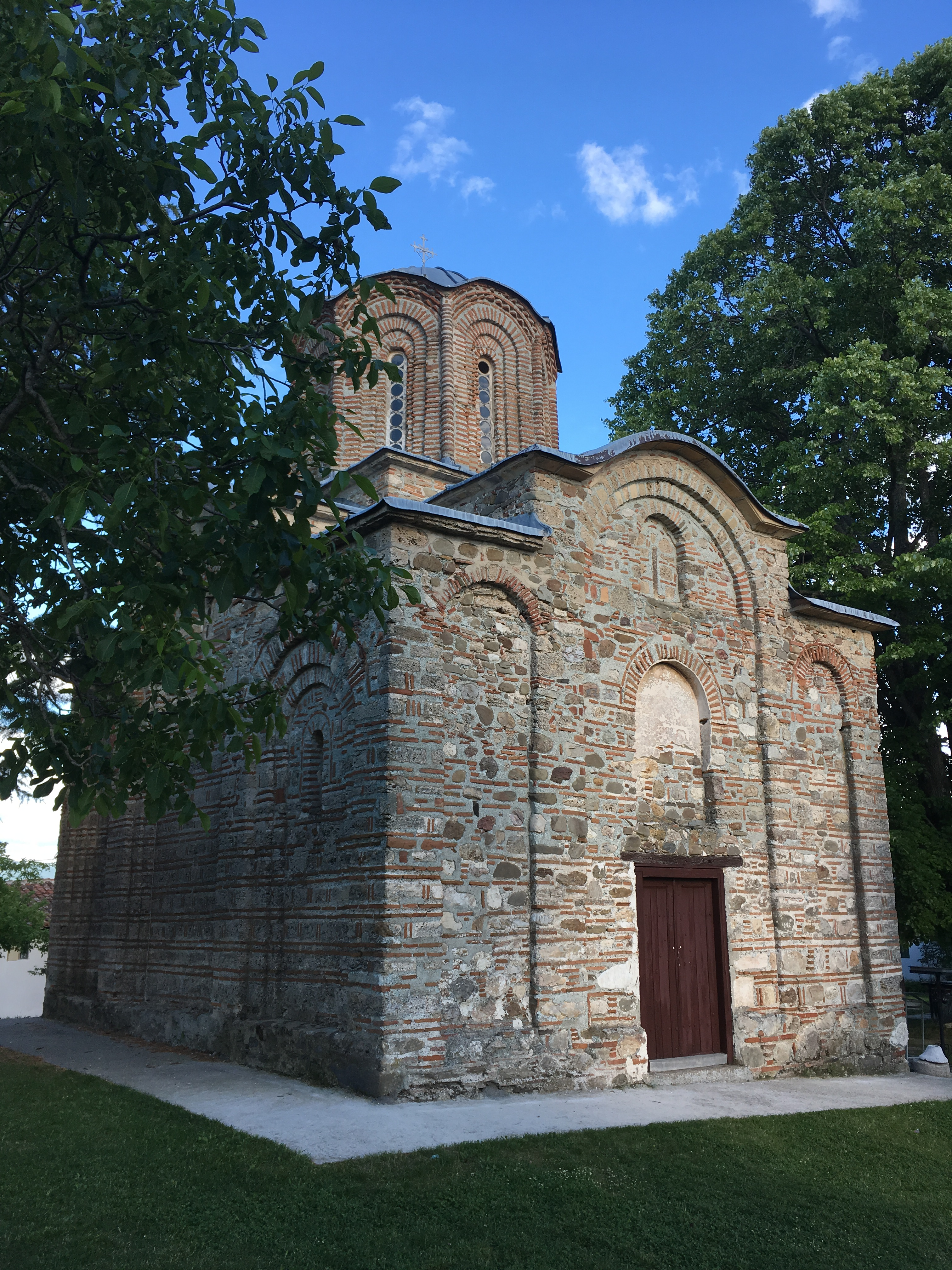
Kilátás a templomra

## Fordítás
- Ez a szócikk részben vagy egészben  a   Church of St. Nicetas, Banjane című angol Wikipédia-szócikk ezen változatának fordításán alapul.  Az eredeti cikk szerkesztőit annak laptörténete sorolja fel. Ez a jelzés csupán a megfogalmazás eredetét és a szerzői jogokat jelzi, nem szolgál a cikkben szereplő információk forrásmegjelöléseként.